# Брамштет
Брамштет (њем. Bramstedt) општина је у њемачкој савезној држави Доња Саксонија. Једно је од 57 општинских средишта округа Куксхафен. Према процјени из 2010. у општини је живјело 1.864 становника. Посједује регионалну шифру (AGS) 3352007.

## Географски и демографски подаци
Брамштет се налази у савезној држави Доња Саксонија у округу Куксхафен. Општина се налази на надморској висини од 10 метара. Површина општине износи 44,8 km². У самом мјесту је, према процјени из 2010. године, живјело 1.864 становника. Просјечна густина становништва износи 42 становника/km².